# روبرت أبيلا
روبرت أبيلا (من مواليد 7 ديسمبر 1977) هو محام وسياسي مالطي، يشغل حاليًا منصب رئيس وزراء مالطا الرابع عشر. كان عضوا في البرلمان المالطي منذ عام 2017، كما حل محل جوزيف موسكات كزعيم لحزب العمل بعد انتخابات القيادة الداخلية للحزب التي أجريت في 11 يناير 2020، وتولى منصب رئيس الوزراء في 13 يناير. أبيلا هو ابن الرئيس السابق لمالطا جورج أبيلا.

## النشأة والدراسة
ولد روبرت أبيلا في بلدية سليمة التابعة لمقاطعة نورث هاربور وسط عائلة سياسية مرموقة حيث يعد والده جورج أبيلا (رئيس دولة مالطا خلال الفترة مابين 2009-2014) ووالدته مارغريت أبيلا سيدة مالطا الأولى خلال فترة ولاية والده. والتي عملت قبلها في إدارة الجامعة القديمة في فاليتا ثم إدارة مكتب محاماة الأسرة.
نشأ روبرت أبيلا مع شقيقته ماريا في قرية جاكساك ومارساسكالا في جنوب مالطا. التحق بمدرسة راهبات سانتا لوسيا ومدرسة سانت فرانسيس الابتدائية في بورملا، حيث واصل دراسته الثانوية إلى غاية التحاقه بالصف السادس في كلية سانت ألويوس. تخرج أبيلا في شعبة القانون من جامعة مالطا عام 2002.
خلال شبابه مارس روبرت أبيلا كرة القدم، حيث لعب في صفوف المنتخب الوطني للشباب. اتجه بعدها إلى ممارسة رياضة كمال الأجسام، حيث شارك مرتين في البطولات الوطنية في أواخر التسعينيات.

## حياته الخاصة
في عام 2008، تزوج أبيلا من زميلته في الجامعة ليديا أبيلا، التي تولت في وقت لاحق منصب سكرتيرة اللجنة التنفيذية لحزب العمل. ورزق بصبية تدعى جورجيا ماي ولدت في عام 2012.

## المشوار السياسي

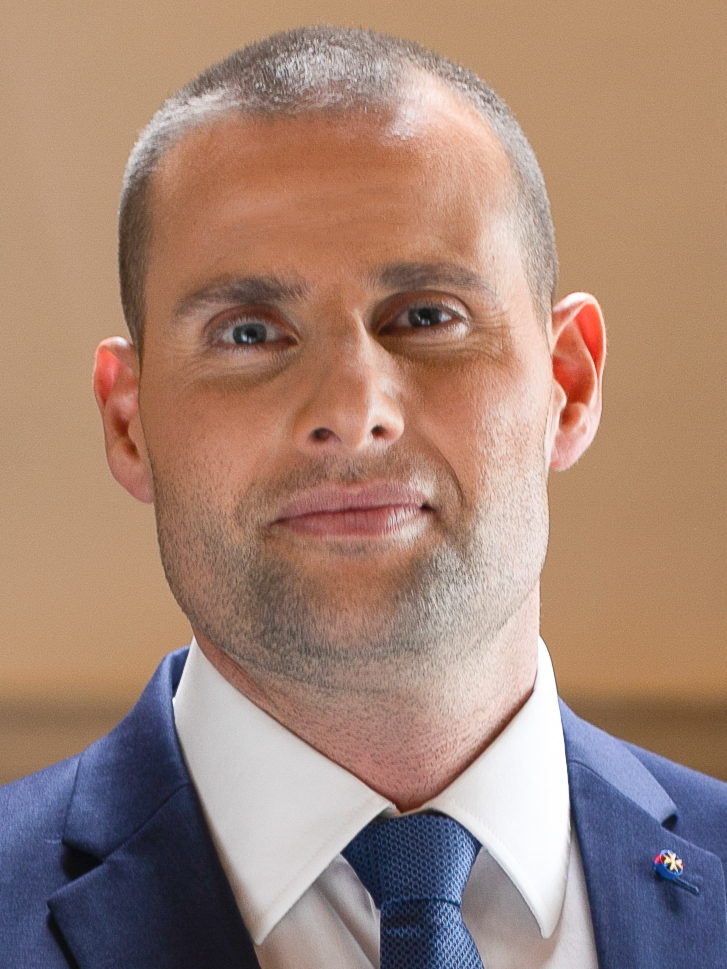
روبرت أبيلا، 2022

في 12 يناير 2020، وإبان انتخابات الأحزاب الداخلية حصل أبيلا على إجمالي 9342 صوتًا مقابل 6798 صوتًا لكريس فيرن. أدلى أكثر من ٪92 من أعضاء الحزب بأصواتهم في جميع فروعه عبر أنحاء البلاد. ليعلن أبيلا زعيما جديدا لحزب العمل.
في اليوم التالي، استقال جوزيف موسكات من منصب رئيس الوزراء. قبل الرئيس جورج فيلا استقالة موسكات وعين أبيلا رئيسًا جديدًا لمالطا. وأول تعيين رسمي له كان بتعيين كلايد كاروانا كرئيس لسكرتاريا.